# A fájdalom ügynökei
A fájdalom ügynökei (eredeti cím: Pain Hustlers) 2023-ban bemutatott amerikai bűnügyi filmdráma, amelyet David Yates rendezett. A főbb szerepekben Emily Blunt, Chris Evans, Andy García, Catherine O’Hara és Jay Duplass látható.
Amerikában 2023. október 20-án a mozikban, míg Magyarországon 2023. október 27-én mutatták be a Netflixen.

## Cselekmény
2011-ben Liza Drake egy egyedülálló anya, aki epilepsziás kislányával, Phoebe-vel a nővére floridai garázsában él. Egzotikus táncosnőként dolgozik, amikor Pete Brenner ügyfél jövedelmező munkát ajánl neki.
Egy pénz miatti veszekedés során Lizát és Phoebe-t kirúgják, ezért egy motelbe költöznek. Amikor az autóját lefoglalják, Liza megkeresi Pete-et a gyógyszergyár Zannánál, hogy elfogadja a munkát. A lány nem tudja, hogy az induló vállalkozás nehézségekkel küzd, nehezen törnek be a piacra, és kétségbeesetten próbálnak befektetőket találni, hogy a tervezett tőzsdei bevezetés előtt finanszírozni tudják a marketinget.
Pete átírja Liza lehangoló önéletrajzát, és biokémiai diplomát ad neki. A lány lenyűgözi a vállalat alapítóját, Dr. Jack Neelt, aki felülbírálja a felvételi tilalmat. Pete öt napot ad neki, hogy meggyőzzön egy orvost, hogy írja fel a gyógyszerüket, a Lonafent.
Liza az öt nap alatt végigjárja az érdeklődők teljes listáját, sikertelenül. Eközben Phoebe rohamot kap, és megtudják, hogy CAVM-je van. Liza azt hiszi, hogy a munkának vége, ezért visszatér Dr. Lydell irodájába, az első értékesítési kísérletéhez, hogy összeszedjen néhány Tupperware-t, és meghallja, hogy egy rákos beteg egy gyakran felírt gyógyszer mellékhatásairól beszélget.
Liza azzal érvel, hogy a Lonafen jobb megoldás lenne, ezért Lydell felírja neki. Felkéri, hogy indítsa el az előadói programjukat azzal, hogy megosztja a gyógyszer hatékonyságával kapcsolatos tapasztalatait. Az esemény nem sikerül, és a férfi majdnem visszalép, annak ellenére, hogy a betege dicséri a gyógyszert, de Liza ráveszi a programot, hogy folytassa. Amikor Pete pénzügyi ösztönzőket kínál, Lydell minden jogosult betegnek felírja a Lonafent. A sikerre alapozva felvesznek egy csapat értékesítési képviselőt, és Zanna a regionális piac 86%-át megnyeri.
Larkin megpróbálja leleplezni Lizát, mint csalót a hamisított önéletrajza miatt, de Neel előlépteti őt országos értékesítési igazgatóvá, Pete pedig COO-vá, aki ezután kirúgja Larkint. A nyereséges vállalat nagyobb irodákba költözik, ahol Neel különcségei még világosabban megmutatkoznak. Amikor Eric Paley vezérigazgatóról kiderül, hogy titokban felvett egy vezetői értekezletet, kirúgják, de nagyot kaszál a részvényeiből. Ahogy a növekedés lelapul, Neel nyomást gyakorol a csapatra, hogy a Lonafent ne csak a rákos megbetegedésekre, hanem mindenféle fájdalomra forgalmazzák. Liza nem ért egyet ezzel, de Neel elutasítja őt. Arra is utasítja Lizát, hogy rúgja ki az anyját, Jackie-t, mint képviselőt, miután lefeküdt vele.
Liza Lydellhez fordul új menetparancsával, és csalódott, amikor a férfi készségesen beleegyezik, hogy vele tart. Eközben Phoebe újabb rohamot kap, és drága agyműtétre van szüksége. Bár Liza felajánlja a Zannában lévő részvényopcióit a hitel fedezetéül, a gyógyszeripari ágazat ingadozása miatt elutasítják. Miután Lydellt letartóztatják egy DEA akció során, a kétségbeesett Liza segítséget kér Neeltől a műtét kifizetésében, de a férfi arra biztatja, hogy Phoebe helyzetét "tűzként" használja fel az inspirációhoz, ahogyan ő is tette, amikor a felesége rákban haldoklott, és ő találta ki a Lonafent.
Amikor egy barátnője férje meghal Lonafen-túladagolásban, és a részvétét elutasítják, Liza beleegyezik, hogy tanúskodik a Zanna ellen nyomozó ügyészségen. Bevallja, hogy részt vett Zanna hangszóró- és megvesztegetési programjaiban. Liza megerősíti, hogy ki írta alá ezeket a programokat: Eric Paley, Pete Brenner és Jack Neel. Arra a kérdésre, hogy tud-e olyan kézzelfogható bizonyítékot felmutatni, amely Neelt a bűncselekményekhez köti, a nő elmagyarázza, hogy a férfi teljesen elzárkózott a mindennapi tevékenységtől.
Miután Liza sikertelenül megpróbál megszerezni egy nyomtatványt Pete kabátjából, a férfit letartóztatják, bár Neel felajánlja, hogy gondoskodik a családjáról, amíg a börtönben van. Maga Neel látszólag érinthetetlen marad, amíg Liza egy régi, az anyjával folytatott viszonya során folytatott e-mailváltáson keresztül össze nem köti őt Zanna illegális tevékenységeivel.
A nyomozás során kiderül, hogy a Lonafen lényegében fentanil, ezért váltak a nem terminális betegek függővé és gyakran túladagolták magukat. Lydell, Paley, Brenner és Neel mind börtönbüntetést kapnak. Miután a bíróságon szívből jövő bocsánatkérést kér, és az ügyészség azt javasolja, hogy Liza ne üljön börtönbe, hogy ne tántorítsa el a jövőbeni bejelentőket, mégis 15 hónapra ítélik, mivel mohósága életekbe került. Miután Liza szabadul, a korábbi Zanna-képviselők közül néhányan társulnak, hogy megalapítsák azt a bőrápoló céget, amelyet ő és Jackie évekkel ezelőtt elképzeltek.

## Szereplők
| Szerep       | Színész            | Magyar hang     |
| ------------ | ------------------ | --------------- |
| Liza Drake   | Emily Blunt        | Németh Borbála  |
| Pete Brenner | Chris Evans        | Zámbori Soma    |
| Jackie       | Catherine O’Hara   | Borbás Gabi     |
| Dr. Neel     | Andy García        | Dörner György   |
| Larkin       | Jay Duplass        | Csőre Gábor     |
| Dr. Lydell   | Brian d'Arcy James | Kassai Károly   |
| Eric Paley   | Amit Shah          | Rada Bálint     |
| Phoebe       | Chloe Coleman      | Hegedűs Johanna |

### Magyar változat
- Magyar szöveg: Pallinger Emőke
- Hangmérnök: Erdélyi Imre
- Vágó: Házi Sándor
- Gyártásvezető: Újréti Zsuzsa
- Szinkronrendező: Egyed Mónika
- Produkciós vezető: Haramia Judit

A szinkront az Iyuno Hungary készítette el.

## A film készítése
2021 augusztusában a Sony Pictures bejelentette egy cím nélküli film fejlesztését David Yates rendezésében és Wells Tower írásával, amely Evan Hughes 2018. május 2-án megjelent New York Times Magazine "The Pain Hustlers" című cikkén és az azt követő, 2022 januárjában megjelent The Hard Sell című könyvén alapul. A film a Grey Matter Productions és a Wychwood Pictures koprodukciójában készül. Yates a film producere Lawrence Grey és Yvonne Walcott Yates mellett. 2022 májusában Emily Blunt csatlakozott a stábhoz, és a Netflix legalább 50 millió dollár értékben megvásárolta a filmet. 2022 júliusában Chris Evans csatlakozott a főszereplőkhöz, augusztusban Andy García, Catherine O’Hara, Jay Duplass, Brian d'Arcy James és Chloe Coleman csatlakozott a stábhoz. A forgatás 2022 augusztus végén kezdődött.